# 原臺南神學校校舍暨禮拜堂
22°59′19″N 120°12′50″E / 22.988531°N 120.213953°E
原臺南神學校校舍暨禮拜堂，位於臺灣臺南市東區，於民國九十一年（2002年）6月25日公告為市定古蹟。該校是全臺灣最早的神學院，其前身為1878年創立的府城大學。其被指定為古蹟的部分是校舍本館與禮拜堂，而本館建築是在明治三十六年（1903年）翻建原有校舍而成，禮拜堂則是在民國四十一年（1952年）接受美國金陵基金會贊助所建。現在該校已改名為臺南神學院。

## 沿革
該地古稱「崙仔頂」，在清朝原本建有府城三郊之中勢力最大的北郊蘇萬利家族的宅邸與花園，於1874年由甘為霖牧師與德馬太醫生先後買下花園、宅邸與鄰近土地，之後在1878年時長老教會「臺南教士會」決定在此創建神學院，在1880年2月23日時將巴克禮牧師在二老口舊樓醫館的傳教者養成班遷到此處，成立府城大學。第一任校長即是巴克禮牧師，其任期一直作到1935年，而最初學校只有15名學生。學校在這之後先後因為中法戰爭與乙未戰爭停辦兩次，於戰後社會穩定下來之後復校，但因為學生數量增加，所以便在1901年興建新校舍，於1903年完工。
1913年，學校改名為臺南神學校，後來在1940年因為太平洋戰爭爆發，日本政府多方干預學校，強迫要由日本人當校長，長老教會不接受，便在當年9月停校，直到戰爭結束的1948年才復校，並將校名改為今天的「臺南神學院」。
二次大戰後的1952年，臺南神學院得到美國金陵基金會的協助，得以擴建校舍建築，禮拜堂即是在此時所興建。後來禮拜堂在1957年舉行獻堂啟用。

## 建築特色

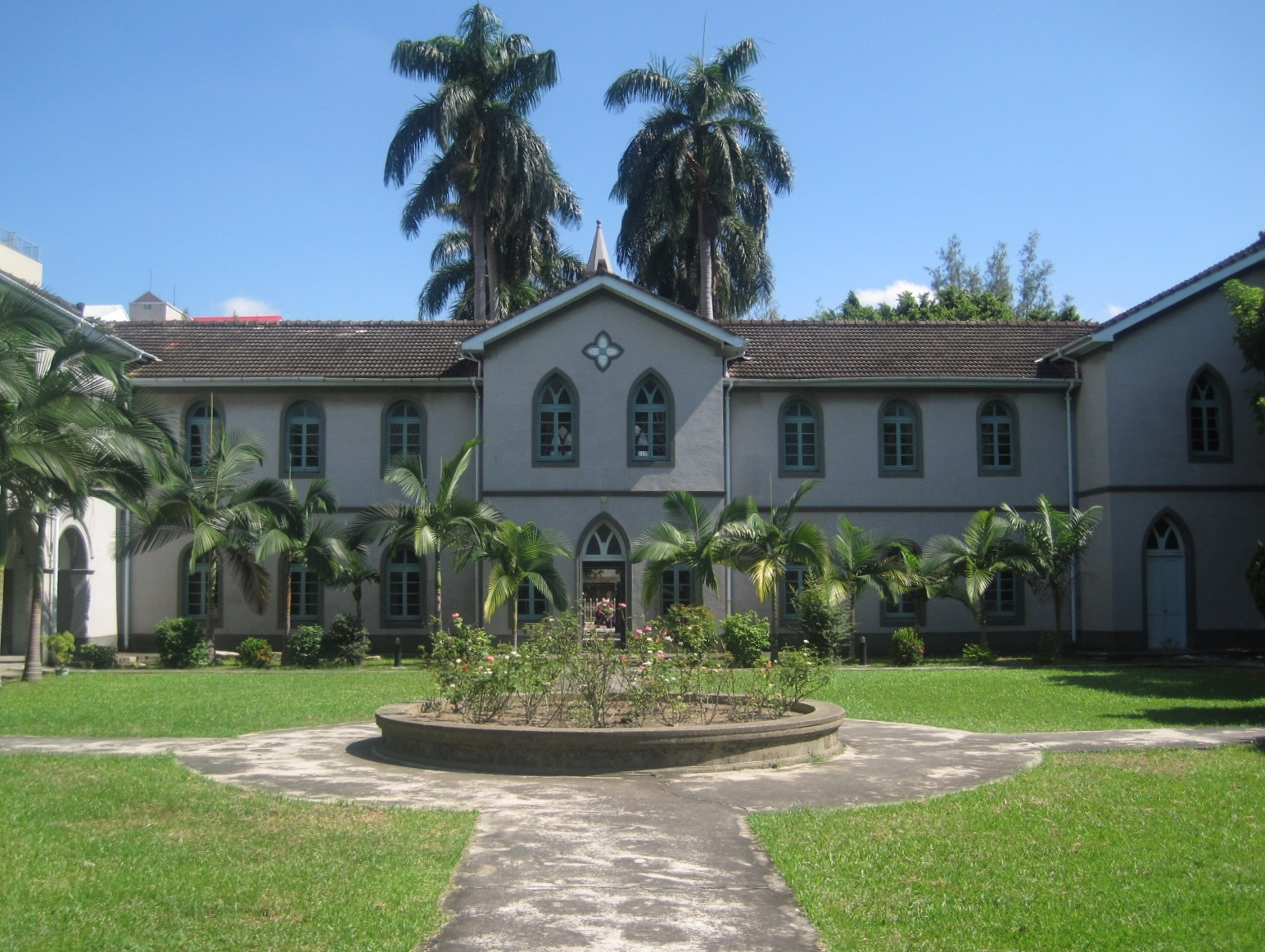
本館背面
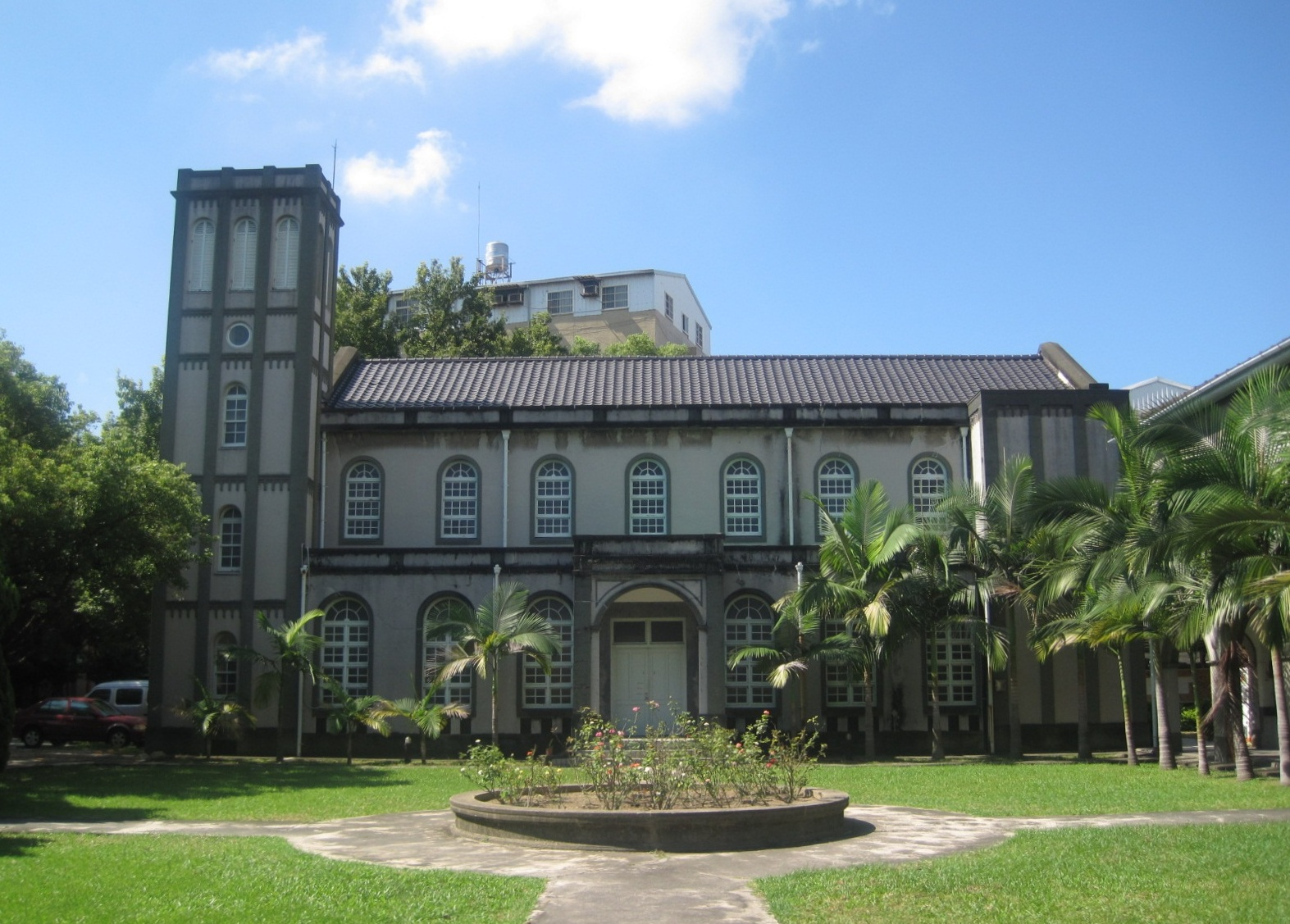
禮拜堂
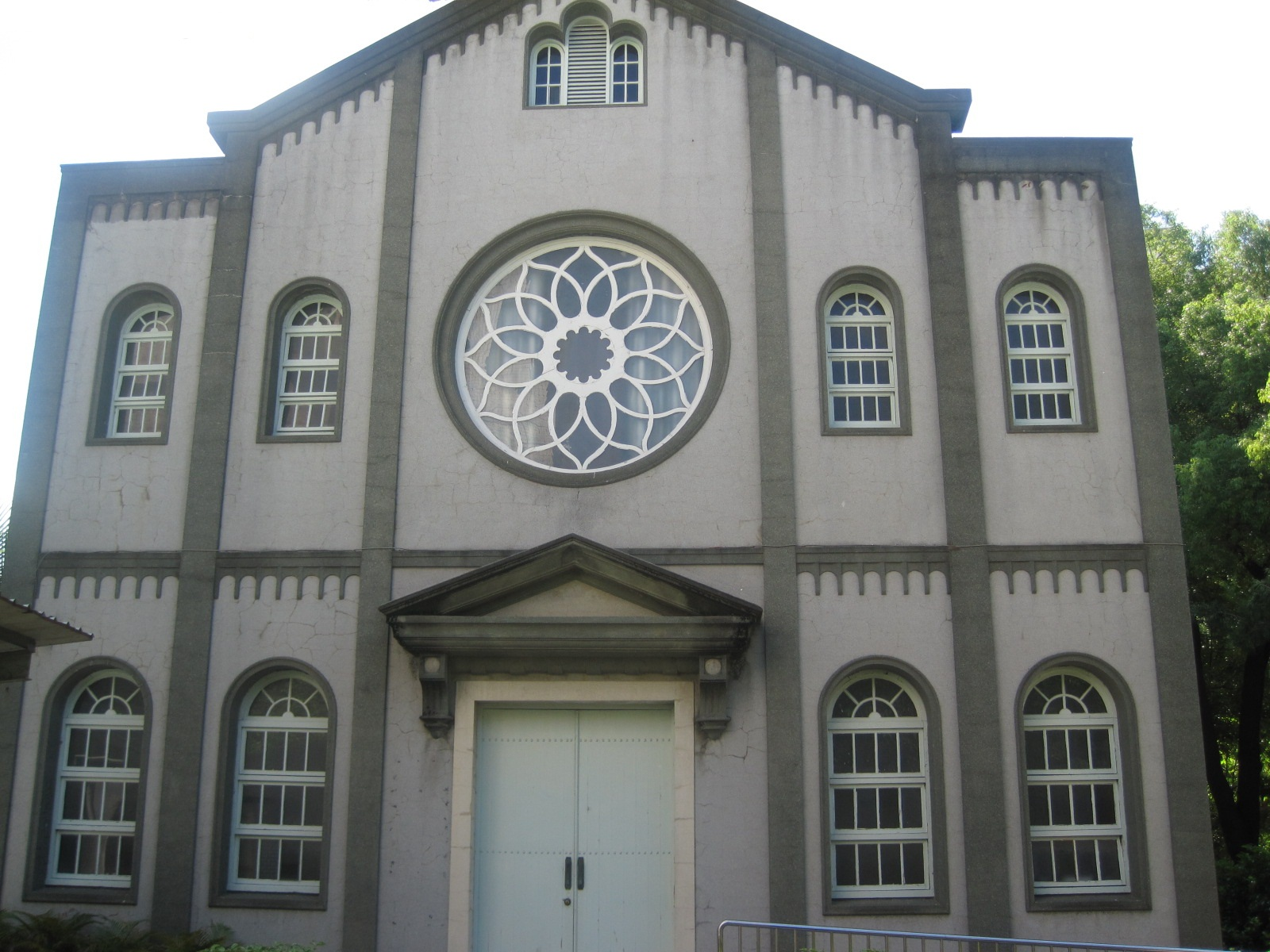
禮拜堂主入口
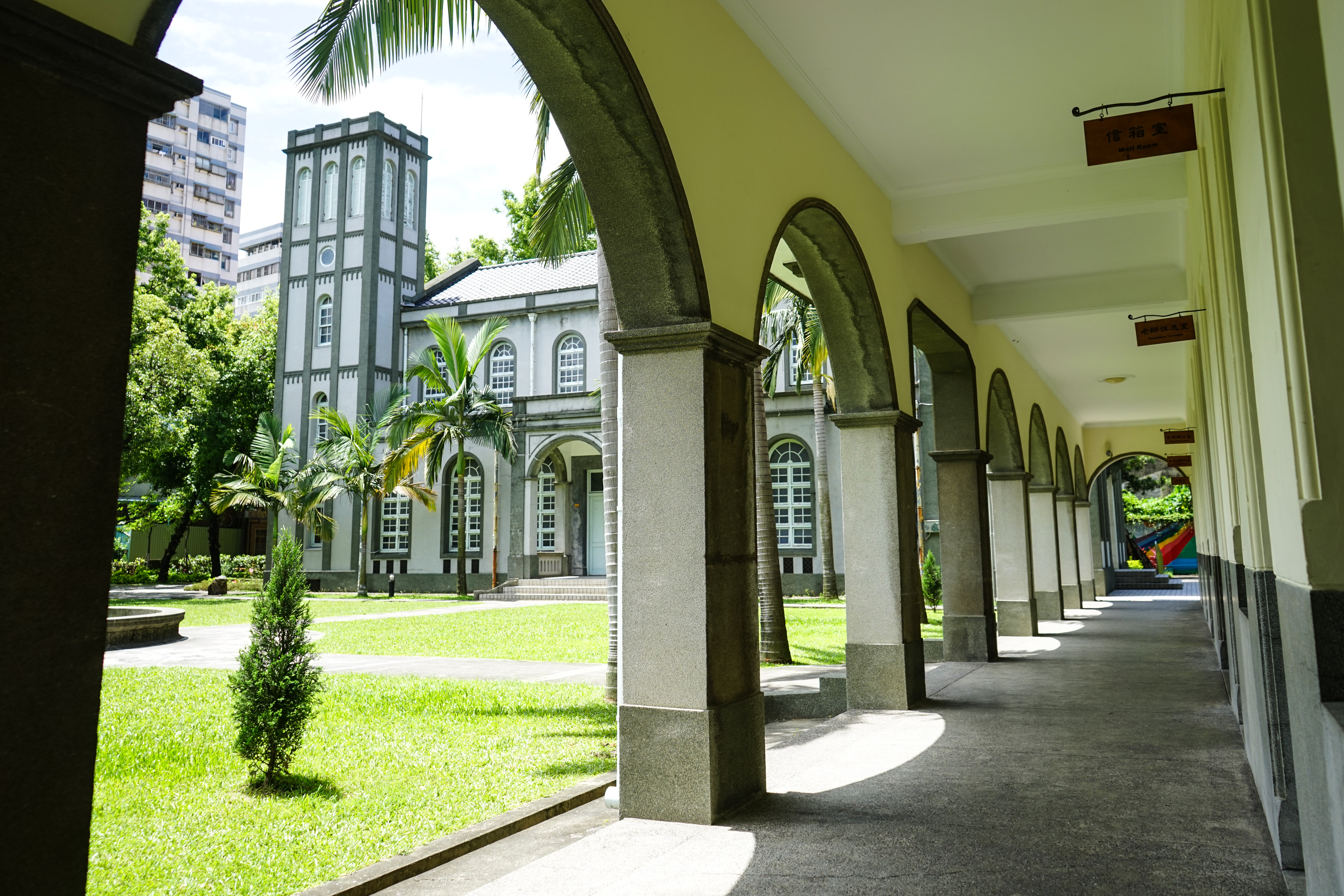
西校舍走廊

神學院本館坐南朝北，中央與兩端略為突出，平面空間有如王字，而整體外觀建材為洗石子，屋瓦原本則使用傳統紅色屋瓦，現在則是水泥瓦。其正中央為門廳，正面與背面都有出入口，此處並設有通往二樓的樓梯。而在正中央的屋頂上有一哥德式小尖塔，但十字架並未置於此處而是在中央山牆上，至於兩旁的山牆與中央背面的山牆上則有哥德式教堂常用的「四葉飾」。中央與兩端的窗戶為尖拱窗，其餘為圓拱窗，而原本在這些窗戶上還有加設百葉窗，但現已不存。而總的來說，整體外觀相當樸素，與其神學院的身分相當貼切。
禮拜堂則為全臺灣最接近西方原型的基督教堂之一，屬於長方形巴西利卡式建築，使用洗石子為外觀建材。其位在西面的主入口沒有門廊，上有玫瑰窗與通風用的三連拱窗，一進去便是門廳，有通往二樓的樓梯。室內有兩列圓柱將空間分成左右通廊與中殿，而中殿末端便是環形殿形式聖壇，在其兩側則是準備室，其中北邊的準備室向上發展成鐘塔。而在南北兩邊亦有出入口，設置有門廊。此外在南北面的通氣孔使用了傳統釉面空心磚，而增添了該建築的本土性色彩。

## 外部連結
- 臺南市政府文化觀光處——臺南神學院(原台南神學校校舍暨禮拜堂) （页面存档备份，存于）